# Dassault nEUROn
Il nEUROn è un programma europeo, cominciato dalla francese Dassault, per la progettazione di un aeromobile da combattimento a pilotaggio remoto (APR) dalle accentuate caratteristiche stealth.

## Obiettivi del programma

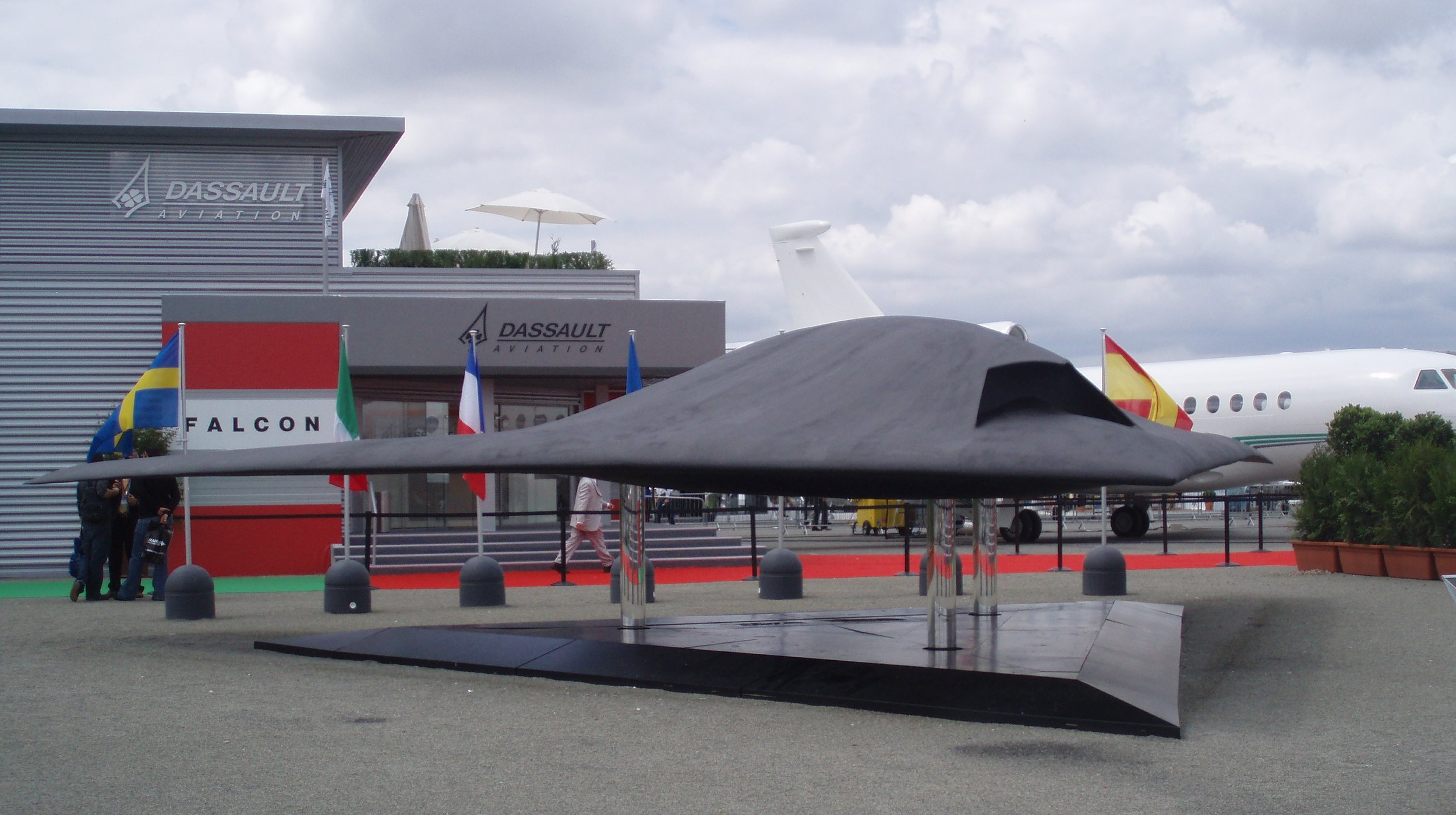
Il velivolo visto da sinistra

Questo programma non prevede la costruzione in serie del velivolo ma la realizzazione di un numero limitato di esemplari. Il velivolo che ne deriverà viene comunemente definito come "dimostratore" in ambito aeronautico. Il progetto è stato avviato perché con l'entrata in servizio di caccia e bombardieri quali il Rafale francese, l'Eurofighter Typhoon e l'F-35 Lightning II, l'industria aeronautica militare europea si sarebbe dovuta fermare fino all'uscita di servizio di questi mezzi previsti attorno al 2030.
Si è deciso perciò di investire su questo progetto che, oltre a sviluppare e approfondire le conoscenze europee in questa tipologia di velivoli, permetterà lo sviluppo di un modello di collaborazione tra aziende aerospaziali di vari paesi europei caratterizzata da alta flessibilità gestionale, alta efficienza e bassi costi di progettazione e produzione dei velivoli futuri.
Il nEUROn rappresenta la terza evoluzione del programma LOGIDUC, il terzo progetto, il Grand Duc, è divenuto il nEUROn:
Programma LOGIDUC (LOGIque de Développement d'UCav)
- Petit Duc (Aeronef de validation expérimental - Discrétion)
- Moyen Duc (Aéronef de validation expérimental - Contrôle)
- Grand Duc[2]

## Caratteristiche tecniche ed operative

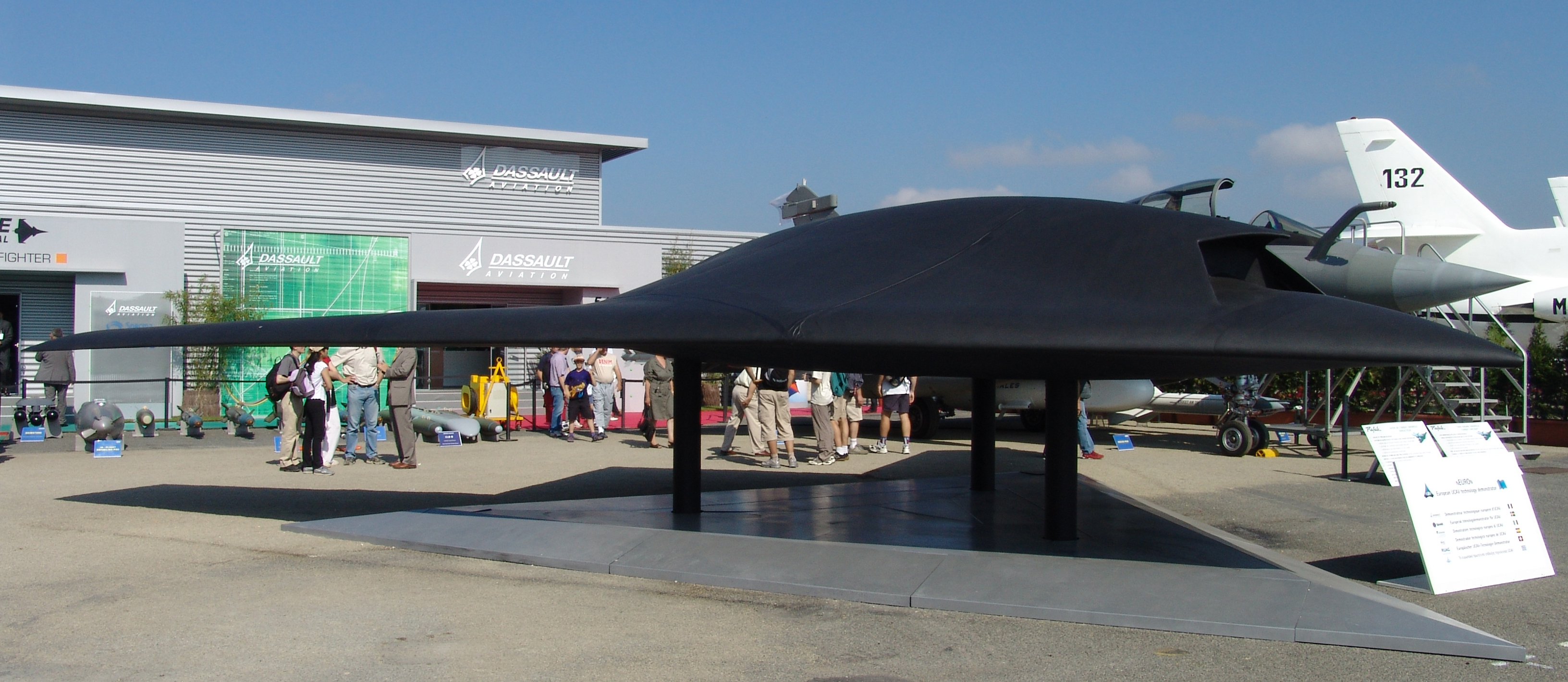
Altra immagine del velivolo

La prima replica del nEUROn in scala reale avvenne al salone internazionale dell'aeronautica e dello spazio di Parigi-Le Bourget del 2005 ad opera della Dassault. Pur essendo un APR, il nEUROn risulta essere significativamente più grande di un normale aeromobile a pilotaggio remoto in quanto, a differenza di quest'ultimo, il velivolo ha capacità di carico, autonomia e capacità di volo che si devono avvicinare a quelle di un qualsiasi caccia pilotato.
I dati rilasciati dalla Saab il 9 febbraio 2006 affermavano che il nEUROn sarebbe stato un dimostratore lungo 10 m e largo 12 m con un peso di 5 tonnellate. Il velivolo avrebbe avuto capacità autonoma di attacco aria-suolo con ordigni di precisione guidati che durante il volo sarebbero stati trasportati nel vano bombe interno.
In data 1º dicembre 2012 il prototipo ha effettuato il primo volo presso la base militare di Istres, in Francia. Secondo i piani originali circa l'80 per cento dei test si sarebbe svolto in Francia. Altri test sarebbero stati condotti in Italia e a partire dalla primavera 2015 in Svezia. Il centesimo volo ha avuto luogo il 26 febbraio 2015, e nel dicembre del 2022 il totale di voli effettuati ammontava a 170. 

### Fusoliera
La fusoliera sarà caratterizzata da design e materiali stealth avanzati che permetteranno all'aereo di penetrare nello spazio aereo nemico senza essere individuato. A tal proposito il nEUROn in principio era dotato di due timoni obliqui, ma durante le prove si notò che questa configurazione aumentava in misura notevole la segnatura radar, e fu quindi deciso di eliminarli. La configurazione "tuttala" risulta essere molto instabile, cosa che complica il lavoro del pilota automatico ma che dà al velivolo capacità di manovra superiori, tipiche dei moderni caccia.
Il nEUROn assomiglia come forma al Lockheed Martin RQ-170 Sentinel ma differisce da quest'ultimo: le dimensioni risultano essere simili, ma il nEUROn è progettato per l'attacco al suolo piuttosto che per la ricognizione.

### Motori
L'aereo è propulso da un motore RRTM Adour Mk951 (già utilizzati sul BAE Hawk) prodotti dalla Rolls-Royce. Il motore presenta nuove ventole e combustori rispetto a quelli equipaggiati sui BAE Hawk. Il motore presenta un sistema di controllo di autorità digitale (FADEC) che riduce il carico di lavoro del pilota tramite processi automatizzati.
La presa d'aria del motore RRTM Adour MK951 hybrid è posta in posizione centrale sul dorso del velivolo, posizione che consente di evitare che le superfici mobili del motore vengano rilevate da radar-doppler di terra, schermando la parte anteriore del motore con il ventre stesso del velivolo.

### Armamento
L'aereo è progettato per essere grado di portare due bombe da 250 kg a guida laser contenute nella stiva interna.

### Comandi di volo e trasmissione dati
Il nEUROn non verrà pilotato direttamente, ma verrà controllato da terra attraverso un datalink ad alta capacità con standard NATO STANAG 7085 datalink. Tramite questo datalink vengono inviati al velivolo i dati della missione, da lì in poi sarà l'intelligenza artificiale del nEUROn ad intraprendere tutte le necessarie azioni che permetteranno il raggiungimento dell'obiettivo. Non vi sarà quindi un controllo diretto e continuo da terra e questo permette di mantenere un quasi assoluto silenzio radio, necessario per evitare l'intercettazione, e non far venire meno il vantaggio offerto dalle capacità stealth del velivolo.
Un'altra caratteristica contemplata è la possibilità che una squadra di nEUROn venga controllata in modo automatico dai caccia di ultima generazione come il Rafale o il JAS 39 Gripen permettendo quindi al pilota di controllare il drone dall'aereo da caccia ed eseguire azioni di combattimento con entrambi.

## Paesi aderenti

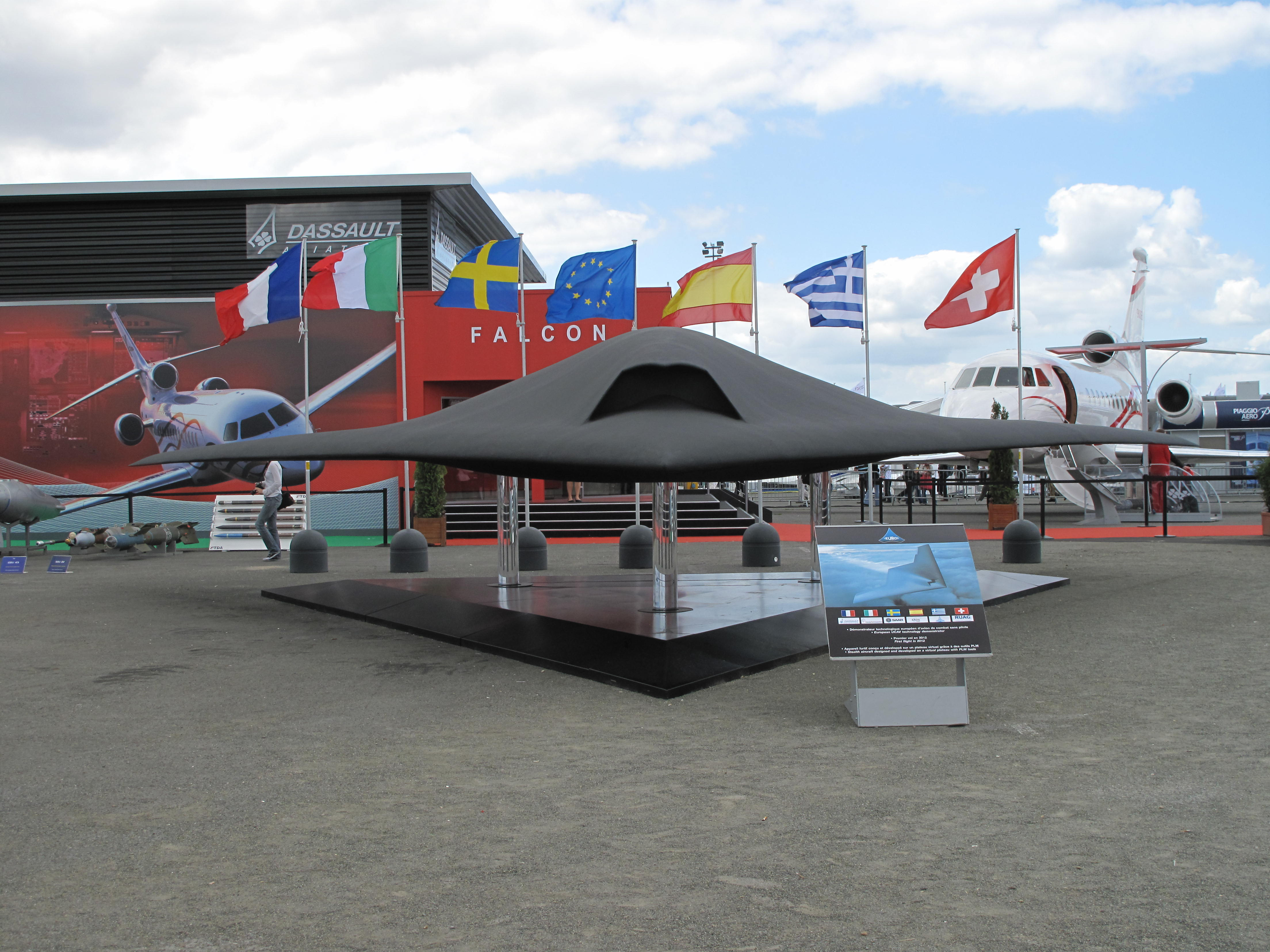
Il nEUROn con dietro le bandiere dei paesi aderenti

Il programma è guidato dalla Francia con la Dassault Aviation che coprirà ben il 50% dei costi totali; il rimanente 50% verrà coperto dagli altri stati membri e dalle loro aziende. Questi sono i paesi e le aziende partecipanti al programma:
 Francia
con Dassault Aviation, Thales ed EADS-France
 Italia
con Leonardo che fornirà il 22% degli stanziamenti (90 milioni di euro) attestandosi così al secondo posto per partecipazione nel progetto dopo la Francia. Il contributo tecnologico italiano verterà sulla progettazione e costruzione dell'impianto di generazione e distribuzione elettrica, del sistema dei dati aria e del sistema automatico di Detection e Recognition dei target "Smart Integrated Weapon Bay" (SIWB): cuore del sistema è il sensore IOH (Integrated Optronic Head) di Selex Galileo. Infine, insieme alla Francia e alla Svezia, l'Alenia parteciperà alle prove di volo del dimostratore.
 Svezia
con SAAB
 Spagna
con EADS-CASA
 Grecia
con EAB
 Svizzera
con RUAG

Il programma costerà in totale 400 milioni di euro ed ogni velivolo ne costerà 25.